# Patricio Yáñez
Patricio Nazario Yáñez Candia (Valparaíso, 1961. január 20. – ) chilei válogatott labdarúgó.

## Pályafutása

### Klubcsapatban
Pályafutását 1977-ben a San Luisban kezdte. 1982-ben Spanyolországba szerződött a Real Valladolid együtteséhez. Az 1985–86-os szezonban a Real Zaragozánál szerepelt kölcsönben. 1987-től 1989-ig a Real Betis játékosa volt. 1990-ben hazatért az Universidad Chiléhez. 1991 és 1995 között a Colo-Colo játékosa volt, melynek színeiben két alkalommal (1991, 1993) nyerte meg a chilei bajnokságot. 1991-ben a Libertadores-kupát és a Copa Interamericanát, 1992-ben a Recopa Sudamericanát nyerte meg csapatával. 

### A válogatottban
1979 és 1994 között 43 alkalommal szerepelt a chilei válogatottban és 5 gólt szerzett. Részt vett és az 1982-es világbajnokságon, ahol a chileiek összes mérkőzésén kezdőként lépett pályára. Tagja volt az 1979-es, az 1989-es és az 1991-es Copa Américán szereplő válogatott keretének is.

## Sikerei
Real Valladolid
- Spanyol ligakupa (1): 1984

Colo-Colo
- Chilei bajnok (2): 1991, 1993
- Copa Libertadores (1): 1991
- Copa Interamericana (1): 1991
- Recopa Sudamericana (1): 1992